# 유행성 이하선염 백신
유행성 이하선염 백신(Mumps vaccines)은 유행성 이하선염(볼거리) 바이러스 감염을 예방하기 위한 백신이다. 대다수의 인구에게 백신을 주사하면, 전체적으로 유행성 이하선염에 걸리는 빈도가 낮아지게 된다. 인구의 90%가 예방 접종을 받게 되면, 85%가 면역을 갖게 된다. 일생동안 유행성 이하선염에 걸리지 않으려면 두 번 접종을 받는 것이 좋다.

## 접종 시기 및 대상

### 세계 보건기구 접종 기준은 다음과 같다.[1]
- 접종 대상: 모든 소아가 접종 대상이 된다.
- 접종 시기: 
  1. 1차 접종: 생후 12개월에서 18개월 사이에 하는 것이 권장된다.
  2. 2차 접종: 2세에서 6세 사이에 하는 것이 권장된다.

병원균에 노출이 된 상태라도 아직 면역이 생기지 않았다면, 접종하는 것이 도움이 된다.

### 한국에서 접종 기준은 다음과 같다.[4]
- 접종 대상: 한국에서는 법정 감염병으로 지정되어 모든 소아가 접종 대상이 된다.
- 접종 백신: MMR백신(홍역 - 유행성이하선염 - 풍진 혼합 백신)으로 접종한다.
- 접종 시기: 
  1. 1차 접종: 생후 12~15개월
  2. 2차 접종: 만 4~6세 (이 기간에 접종을 받지 못한 소아는 6세 이후에도 접종 가능)

### 영국에서 접종 기준은 다음과 같다.[5]
- 접종 대상: 영국에서는 영국 국가 보건서비스 어린이 의무 예방접종에 들어가 있어서, 모든 소아가 접종 대상이 된다.
- 접종 시기: 
  1. 1차 접종: 생후 12개월에서 13개월 사이에 하는 것이 권장된다.
  2. 2차 접종: 학교에 입학하기 전에 접종하는 것이 권장된다.

## 면역
면역 일반적으로 다음 항목에 해당하는 사람은 볼거리에 면역이 된 것으로 간주할 수 있다.
- 1957년 이전에 출생한 성인
- 혈액 검사 결과 볼거리에 면역이 된 것으로 확인되거나 볼거리에 걸린 적이 있는 사람
- 충분한 볼거리 백신 접종에 대해 서면 확인서를 가지고 있는 사람(아래 "예방" 참조)

볼거리는 백신을 접종한 사람 또는 드문 경우 볼거리에 걸린 적이 있는 사람에게도 발생할 수 있다.